# Orani
Orani là một đô thị ở tỉnh Nuoro ở vùng Sardinia của Italia, tọa lạc cách khoảng 110 km về phía bắc của Cagliari và cách khoảng 15 km về phía tây nam của Nuoro. Tại thời điểm ngày 31 tháng 12 năm 2004, đô thị này có dân số 3.113 người và diện tích là 130,8 km².
Orani giáp các đô thị: Benetutti, Bolotana, Illorai, Mamoiada, Nuoro, Oniferi, Orotelli, Ottana, Sarule.